# میدان اشرفی
میدان اشرفی، یک میدان نفتی/گازی است، که در ۱۰۵ کیلومتری شمال شرقی باکو در جمهوری آذربایجان واقع می‌باشد. این میدان، در غرب میدان قره باغ و در بخش شمالی مجمع الجزایر آبشرون قرار دارد.